# Gianius eximius
Gianius eximius är en ringmaskart som beskrevs av Erséus 1997. Gianius eximius ingår i släktet Gianius och familjen glattmaskar. Inga underarter finns listade i Catalogue of Life.